# Torin Francis
Torin Jamal Francis (Roslindale,  Massachusetts, 26 de junio de 1983) es un jugador profesional de baloncesto estadounidense con nacionalidad jamaicana. Mide 2,10 m de altura y juega de pívot. 

## Carrera

### Universitario
Francis disputó el McDonald's All-American Game de 2002 como parte del Equipo Este, junto a Amar'e Stoudemire, Carmelo Anthony y JJ Redick. 
Asistió a la Universidad de Notre Dame, donde fue parte de los Notre Dame Fighting Irish, el equipo de la institución que competía en la Big East Conference de la División I de la NCAA. En 113 partidos disputados, promedió 11.3 puntos, 8.6 rebotes y 1.1 asistencias. 

### Profesional
Francis se presentó al draft de la NBA de 2006 sin ser seleccionado por ninguna franquicia. En consecuencia jugó en la NBA Summer League con los Orlando Magic, esperado recibir alguna oferta. 
Al quedar marginado de la NBA, Francis optó por desarrollar su carrera profesional fuera de Europa. De ese modo estuvo en Italia -Orlandina Basket y Pallacanestro Cantù-, Grecia -AEL 1964 BC, AEK Atenas B.C. y Panellinios Atenas-, Israel -Hapoel Jerusalem B.C.- y Turquía -Bornova Belediye.
En julio de 2011 firmó un contrato de dos años con el Alba de Berlín en Alemania.
En el verano de 2012 retornó a Turquía con un contrato con el Aliağa Petkim. Al culminar la temporada se quedaría en ese país para sumarse al Eskişehir Basket.
Entre mayo y junio de 2014 disputó 4 partidos con los Marinos de Anzoátegui de la Liga Profesional de Baloncesto de Venezuela. El 26 de noviembre de ese año se incorporó al equipo belga Spirou Charleroi.
A mediados de 2015 se sumó al Malvín de Uruguay como refuerzo para disputar la Liga Sudamericana de Clubes. En noviembre, luego de la eliminación del club uruguayo en la competición continental, firmó con el equipo argentino La Unión de Formosa.